# 低温火傷 (アルバム)
『低温火傷』（ていおんやけど）は、2000年5月24日にリリースされたhàlの3枚目のミニ・アルバム。CDコードはVICL-60573。

## 解説
- M-4 無感覚サイボーグはTeenage FanclubのNorman Blakeからの提供曲となっている。

## 収録曲
1. jet lag.
  - 作詞・作曲：hàl／編曲：渡辺善太郎
2. weathers
  - 作詞・作曲：hàl／編曲：渡辺善太郎
3. プラトニック ラブ
  - 作詞：hàl／作曲：小宮山雄飛／編曲：大野由美子
4. 無感覚サイボーグ 
  - 作詞：Norman Blake、hàl／作曲：Norman Blake／編曲：大野由美子
5. 独占欲 
  - 作詞・作曲：hàl／プロデュース：上田禎